# Alfredo Chávez (arquero)
Alfredo Chávez es un deportista mexicano que compitió en tiro con arco adaptado. Ganó una medalla de oro en los Juegos Paralímpicos de Arnhem 1980 en la prueba de doble ronda FITA (categoría paraplejia baja).

## Palmarés internacional
| Juegos Paralímpicos | Juegos Paralímpicos    | Juegos Paralímpicos | Juegos Paralímpicos              |
| Año                 | Lugar                  | Medalla             | Prueba                           |
| ------------------- | ---------------------- | ------------------- | -------------------------------- |
| 1980                | Arnhem ( Países Bajos) | Medalla de oro      | Doble ronda FITA paraplejia baja |